# Belaïd Mohand-Oussaïd
Belaïd Mohand-Oussaïd, parfois appelé Mohamed Saïd, né le 20 janvier 1947 en Tunisie et mort le 31 mai 2022 à Alger, est un homme politique algérien.
Il est ministre conseiller à la communication et porte-parole officiel de la présidence de la République algérienne de décembre 2019 à septembre 2021.

## Biographie
Belaïd Mohand-Oussaïd naît le 20 janvier 1947 en Tunisie, d'une famille originaire du village de Bouadnane, dans la wilaya de Tizi Ouzou.

### Formation
Belaïd Mohand Oussaïd est titulaire d'une licence en droit public international et d'un diplôme en sciences politiques.

### Carrière professionnelle
Belaïd Mohand-Oussaïd commence sa carrière professionnelle dans le journalisme notamment à la télévision algérienne où il est journaliste. Puis il est nommé directeur général du quotidien Ech Chaâb, puis il occupe le poste de directeur général de l'Agence Algérie Presse Service (APS). Par la suite il est directeur du Centre algérien de l'information et de la culture à Beyrouth (Liban).
Il est ensuite ambassadeur de l'Algérie au Bahreïn, puis il occupe le poste de porte-parole officiel du ministère des Affaires étrangères puis celui de représentant de l'Algérie auprès de l'Organisation de la conférence islamique (OCI).

### Parcours politique
Belaïd Mohand-Oussaïd est candidat à l'élection présidentielle algérienne de 2009. Il occupe le poste de ministre de la communication durant une année dans le gouvernement Sellal,.
Il fonde le Parti de la Liberté et de la Justice (PLJ) qu’il préside jusqu’à sa nomination, le 29 décembre 2019, comme ministre conseiller à la communication et porte-parole officiel de la présidence de la République. Il quitte ce poste en septembre 2021 pour raison de santé,.

### Vie privée
Belaïd Mohand Oussaïd est marié et père de trois filles.

### Mort
Belaïd Mohand-Oussaïd meurt le 31 mai 2022 à Alger, à l'âge de 75 ans des suites d'une longue maladie. Il est enterré au cimetière de Sidi Yahia.